# 崔承浩
崔 承浩（朝鮮語: 최 승호、チェ・スンホ、1961年12月26日 - ）は、韓国のジャーナリストである。

## 経歴
1986年、文化放送（MBC）に入局。時事教養部門に配属され、のち調査報道番組『PD手帳』のプロデューサーとなった。2005年、生物学者黄禹錫による胚性幹細胞論文不正事件を告発した番組を制作し反響を呼んだ。
2012年、解雇されニュースサイト『ニュース打破』開設に参加。2017年8月17日公開のドキュメンタリー映画『共犯者たち』で監督を務め、李明博政権・朴槿恵政権の約9年間にわたるメディアへの介入、これに迎合する韓国放送公社（KBS）やMBCの上層部、彼らの「共犯関係」と闘うプロデューサーやジャーナリストなど、映像や証言を通じて何が起きていたのかを明らかにした。
2017年9月に始まった経営首脳退陣を求めるMBC労働組合の長期ストライキ闘争終結後、同年12月MBC社長に選任された。